# Galàxia de Barnard
La galàxia de Barnard o NGC 6822 és una galàxia nana irregular en la constel·lació del Sagitari. Forma part del Grup Local i és una de les galàxies més properes a la Via Làctia. És similar en estructura i composició al Petit Núvol de Magalhães. Va ser descoberta per E. E. Barnard en 1884, a qui deu el seu nom. El seu estudi està dificultat per la seva proximitat al pla galàctic, per la qual cosa sofreix els efectes de la pols interestel·lar.
Distant 1,6 milions d'anys llum, pertany a un vast conjunt de galàxies irregulars que no semblen formar part de cap subgrup en particular. Es tracta de la primera galàxia en la qual es van detectar variables cefeides. Històricament cal assenyalar que amb aquesta galàxia, en 1925 Edwin Hubble va demostrar per primera vegada l'existència de galàxies exteriors a la Via làctia.
La galàxia de Barnard és considerada com un prototip de les primitives galàxies fragmentàries que van habitar l'univers jove. Té un gran nombre de regions HII, nebuloses d'emissió formades principalment per hidrogen ionitzat, així com un braç blavós d'estels joves que s'estén cap a la zona superior dreta. De totes maneres, d'acord amb alguns autors mostra un baix nombre d'estels molt brillants i massius, i no sembla estar actualment formant estels a gran ritme
Utilitzant el telescopi espacial Hubble s'ha descobert en ella una nebulosa, batejada com Hubble V, que permet tenir una visió de com ha d'haver estat la formació d'estels ultracalents i molt lluminosos en les primeres èpoques de l'univers. Hubble X és una altra activa regió de formació estel·lar dins d'aquesta galàxia.
NGC 6822 és també una galàxia d'anell polar; un estudi recent mostra que el seu hidrogen neutre —que arriba a més a una bona distància— està distribuït en un anell perpendicular a la galàxia, així com que els estels que l'envolten són restes d'una trobada amb una altra galàxia en el passat.

## Curiositats
Des d'NGC 6822 no es podrien estudiar bé les tres majors galàxies del Grup Local (Andròmeda, la nostra Via Làctia, i Triangle), a causa que des d'ella es veuen molt inclinades —la qual cosa dificultaria l'estudi de per exemple la seva estructura—; això significa també que aquesta galàxia seria difícil d'estudiar des d'elles a causa dels efectes d'enfosquiment i enrogiment de la pols interestel·lar.

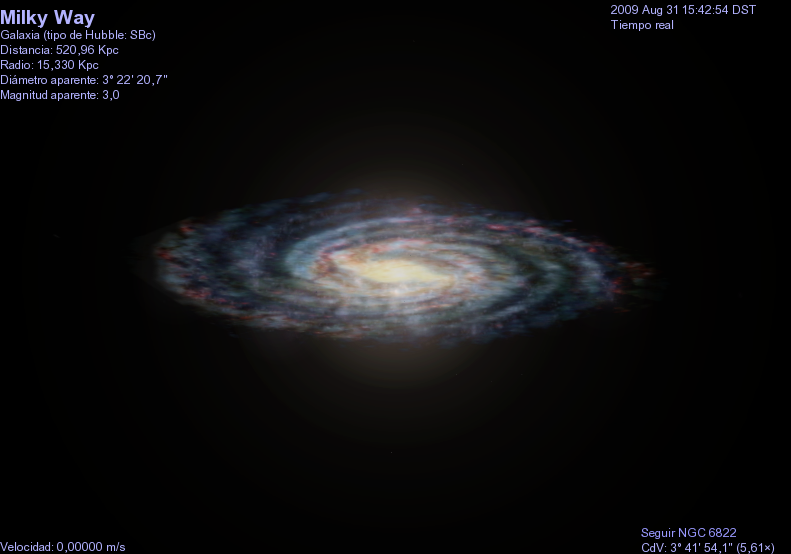
La Via Làctia vista des de NGC 6822.
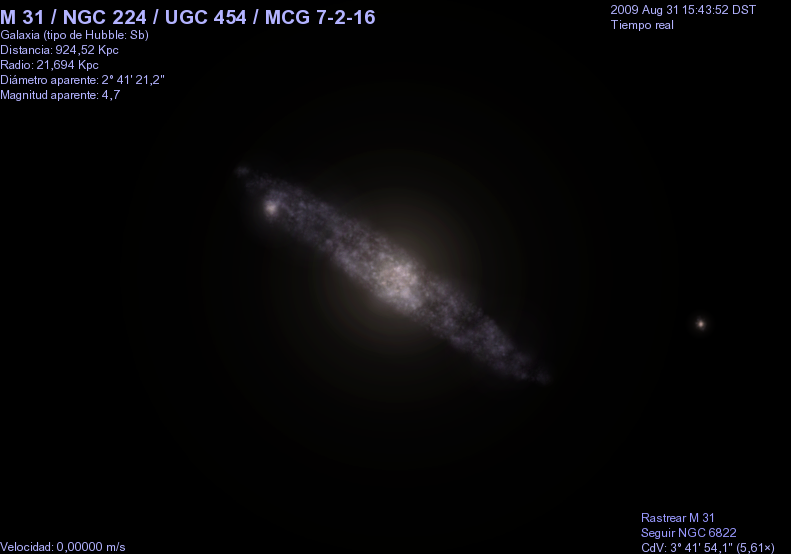
Andròmeda vista des de NGC 6822.
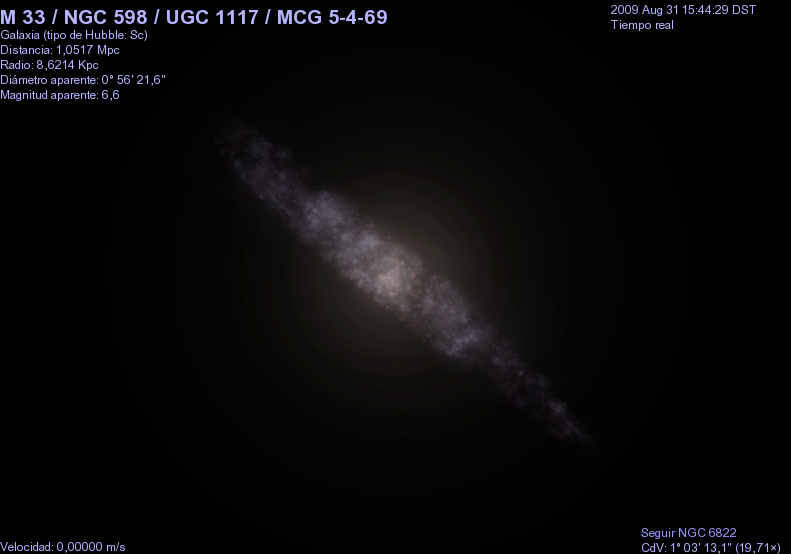
Triangle vista des de NGC 6822.

L'aspecte de la nostra galàxia seria molt similar al que té M31 des d'ella, que així mateix es veuria des de NGC 6822 fins i tot més de cantó que com la veiem nosaltres. Triangle, finalment, es veuria més o menys tan de cantó com Andròmeda.